# Joseph Edward Kurtz
Joseph Edward Kurtz (Shenandoah, 18 agosto 1946) è un arcivescovo cattolico statunitense, dall'8 febbraio 2022 arcivescovo emerito di Louisville.

## Biografia
Joseph Edward Kurtz è nato a Shenandoah, Pennsylvania, il 18 agosto 1946 da George Kurtz e sua moglie Stella, nata Zmijewski. È di origini polacche. Ha tre sorelle e un fratello: Rose Marie, Theresa, George e Patricia.

### Formazione e ministero sacerdotale
Ha frequentato le scuole elementari delle parrocchie di Santa Maria e di San Canizio a Mahanoy City e la scuola secondaria "Cuore Immacolato" (oggi "cardinale Brennan") di Ashland. Nel 1963 è entrato nel seminario "San Carlo Borromeo" di Filadelfia dove ha studiato filosofia e teologia. Ha conseguito il Master of Divinity. Nel 1976 ha conseguito anche il Master of Social Work presso il Marywood College di Scranton.
Il 18 marzo 1972 è stato ordinato presbitero per la diocesi di Allentown da monsignor Joseph Mark McShea. In seguito è stato vicario parrocchiale della parrocchia di San Giuseppe a Limeport nel 1972; insegnante presso l'Allentown Central Catholic High School, vicario parrocchiale della parrocchia dei Santi Simone e Giuda a Bethlehem dal 1972 al 1973; insegnante presso il seminario "San Pio X" della diocesi di Scranton a Dalton dal 1973 al 1976; direttore aggiunto dell'agenzia sociale cattolica dal 1976 al 1984; direttore dell'ufficio per l'azione sociale dal 1977 al 1991; direttore dell'agenzia sociale cattolica dal 1984 al 1994; moderatore del dipartimento per il social welfare della Conferenza episcopale della Pennsylvania dal 1985 al 1991; direttore diocesano di Catholic Charities dal 1988 al 1999; parroco dell'Annunciazione della Beata Vergine Maria a Catasauqua dal 1988 al 1996; membro dell'ufficio amministrativo della Conferenza cattolica della Pennsylvania dal 1992 al 1999 e parroco di Nostra Signora di Betlemme a Bethlehem dal 1996 al 1999.
È stato anche membro del comitato per le relazioni umane della città di Allentown dal 1980 al 1982 e prison mediator della contea di Lehigh dal 1991 al 1994.
Nel 1986 è stato nominato monsignore.

### Ministero episcopale
Il 26 ottobre 1999 papa Giovanni Paolo II lo ha nominato vescovo di Knoxville. Ha ricevuto l'ordinazione episcopale l'8 dicembre successivo nello Holiday Inn Convention Center di Knoxville dall'arcivescovo Gabriel Montalvo Higuera, nunzio apostolico negli Stati Uniti d'America, co-consacranti l'arcivescovo metropolita di Louisville Thomas Cajetan Kelly e il vescovo di Allentown Edward Peter Cullen.
Il 12 giugno 2007 papa Benedetto XVI lo ha nominato arcivescovo metropolita di Louisville. Ha preso possesso dell'arcidiocesi il 15 agosto successivo con una messa nei Louisville Gardens.
Nel gennaio del 2012 ha compiuto la visita ad limina.
Dal 24 ottobre 2018 al 5 marzo 2019 è stato amministratore apostolico sede vacante et ad nutum Sanctae Sedis di Memphis.
Nel luglio del 2019 l'arcivescovo Kurtz ha rivelato di soffrire di cancro uroteliale (un carcinoma a cellule transizionali), un tipo di cancro alla vescica, che stava colpendo la vescica urinaria e la prostata. Lo stadio preciso e il livello di aggressività e diffusione non sono stati indicati. Ha ricevuto trattamenti chemioterapici e immunoterapici per dodici settimane, assentandosi per tre mesi dall'arcidiocesi, ma rimanendo in stretto contatto con i funzionari. Ha informato della situazione la Santa Sede attraverso il nunzio apostolico Christophe Pierre e ha ricevuto il loro sostegno. L'assistenza viene fornita dal Duke Cancer Institute di Durham.
Monsignor Kurtz è generalmente considerato un conservatore e un fermo seguace delle direttive vaticane sulla dottrina e sulla liturgia. Secondo il reverendo Thomas J. Reese, Kurtz si adatta allo stampo di "conservatore sorridente" nella vena dell'arcivescovo di New York Timothy Dolan, che è "molto gentile, ma mantiene le sue posizioni" e dell'arcivescovo di Filadelfia Charles Joseph Chaput, che non ha esitato a richiamare i politici cattolici che dissentono dagli insegnamenti della Chiesa sull'aborto.
In seno alla Conferenza dei vescovi cattolici degli Stati Uniti è stato presidente del comitato per il matrimonio e la famiglia e membro del comitato per le attività pro-vita, del comitato per le finanze e del comitato amministrativo. Dal 16 novembre 2010 al 14 novembre 2013 è stato vicepresidente della Conferenza episcopale e dal 14 novembre 2013 al 15 novembre 2016 presidente della stessa. È stato anche membro del consiglio di amministrazione del Pontificio collegio americano del Nord a Roma.
Ha partecipato alla XIV assemblea generale ordinaria del Sinodo dei vescovi che ha avuto luogo nella Città del Vaticano dal 4 al 25 ottobre 2015 sul tema "La vocazione e la missione della famiglia nella Chiesa e nel mondo contemporaneo".
Il 19 febbraio 2014 papa Francesco lo ha nominato membro della Congregazione per le Chiese orientali.
L'8 febbraio 2022 lo stesso papa ha accolto la sua rinuncia al governo pastorale dell'arcidiocesi di Louisville per raggiunti limiti dì età; gli è succeduto Shelton Joseph Fabre.

## Genealogia episcopale e successione apostolica
La genealogia episcopale è:
- Cardinale Scipione Rebiba
- Cardinale Giulio Antonio Santori
- Cardinale Girolamo Bernerio, O.P.
- Arcivescovo Galeazzo Sanvitale
- Cardinale Ludovico Ludovisi
- Cardinale Luigi Caetani
- Cardinale Ulderico Carpegna
- Cardinale Paluzzo Paluzzi Altieri degli Albertoni
- Papa Benedetto XIII
- Papa Benedetto XIV
- Papa Clemente XIII
- Cardinale Marcantonio Colonna
- Cardinale Giacinto Sigismondo Gerdil, B.
- Cardinale Giulio Maria della Somaglia
- Cardinale Carlo Odescalchi, S.I.
- Cardinale Costantino Patrizi Naro
- Cardinale Lucido Maria Parocchi
- Papa Pio X
- Papa Benedetto XV
- Papa Pio XII
- Cardinale Eugène Tisserant
- Papa Paolo VI
- Arcivescovo Gabriel Montalvo Higuera
- Arcivescovo Joseph Edward Kurtz

La successione apostolica è:
- Vescovo William Francis Medley (2010)
- Arcivescovo Charles Coleman Thompson (2011)
- Vescovo John Eric Stowe, O.F.M.Conv. (2015)
- Vescovo Joseph Mark Spalding (2018)
- Vescovo John Curtis Iffert (2021)

## Araldica
| Stemma | Titolare                                      | Descrizione |
|        | Joseph Edward Kurtz Arcivescovo di Louisville | Secondo la tradizione araldica dei paesi anglosassoni, lo stemma del vescovo di una diocesi, chiamato "vescovo diocesano", sono unite (impalate) con lo stemma della sua giurisdizione, in questo caso l'arcidiocesi di Louisville, a significare l'unione dell'uomo e dell'ufficio che ricopre. Lo stemma personale di monsignor Kurtz appare sul lato destro dello scudo. La croce d'oro simboleggia la fede. L'anello centrale bianco è un simbolo della diocesi di Allentown, quella di origine di monsignor Kurtz, che a sua volta è un omaggio alla sua patrona, Santa Caterina da Siena, che si diceva sposata con Cristo. Il giglio bianco è un simbolo di San Giuseppe, il santo patrono dell'arcivescovo. L'ancora è un tradizionale simbolo di speranza e si adatta al motto dell'arcivescovo Kurtz. Per il suo motto, il vescovo Murry ha scelto l'espressione "Hope in the Lord". Lo stemma è completato dagli ornamenti esterni che sono una croce processionale episcopale d'oro, posta dietro e che si estende sopra e sotto lo scudo, e un galero, con sei nappe, in tre file, su entrambi i lati dello scudo, il tutto in verde. Queste sono le insegne araldiche di un prelato del grado di vescovo, per ordine della Santa Sede del 31 marzo 1969. |